# Влейтер, Глеофило
Глеофило Сабрино Рюдевалд Хасселбайнк Влейтер (нидерл. Gleofilo Sabrino Rudewald Hasselbaink Vlijter; родился 17 сентября 1999) — суринамский футболист, нападающий сербского клуба ОФК и национальной сборной Суринама.

## Клубная карьера
Начал футбольную карьеру в суринамском клубе «Робингуд».
В январе 2018 года заключил контракт с израильским клубом «Хапоэль» (Кирьят-Шмона).
В июле 2018 года перешёл в грузинский клуб «Торпедо» (Кутаиси). 30 ноября 2018 года дебютировал за «Торпедо» в матче Лиги Эровнули против «Сабуртало». 8 декабря забил свой первый гол за клуб в матче против «Колхети-1913».
В августе 2019 года перешёл в кипрский клуб «Арис» (Лимасол), подписав двухлетний контракт. 4 октября 2019 года дебютировал за «Арис» в матче второго дивизиона чемпионата Кипра против «Алки Ороклини».

## Карьера в сборной
Влейтер выступал за сборные Суринама до 15 и до 16 лет.
30 апреля 2015 года 15-летний Влейтер дебютировал в составе первой сборной Суринама в товарищеском матче против Гайаны.
В ноябре 2018 года в составе сборной Суринама до 20 лет сыграл на молодёжном чемпионате КОНКАКАФ.
В 2019 году принял участие в первом розыгрыше Лиги наций КОНКАКАФ, забив 10 мячей в 6 матчах турнира, включая «покер» в ворота сборной Никарагуа 9 сентября.
Был включён в состав сборной на Золотой кубок КОНКАКАФ 2021.